# Иво Виктор
Иво Виктор (на чешки език – Ivo Viktor) е бивш чехословашки футболист, вратар, футболен треньор.

## Спортна кариера
Роден е на 21 май 1942 г. в Кржелов, тогава част от Протекторатът Бохемия и Моравия. Юноша е на отбора на Спартак (Щернберк). Играе още за отборите на „Простейов“, „Руда Хвезда“ и „Спартак“ от Бърно.
От 1963 година до края на своята славна кариера през 1977 година, играе само за пражкият Дукла. Става шампион на страната през 1964 и 1966 г., както и носител на купата през 1965, 1966 и 1969 г. Дубълът през 1966 г. е последван от отлично представяне в турнира за Купата на европейските шампиони, където отборът достига до полуфинал през 1967 г., отстъпвайки на бъдещия носител на трофея Селтик.
Обявен за Футболист № 1 на Чехословакия през 1968, 1972, 1973, 1975 и 1976 г., а през „златната“ за Чехословакия 1976 година е класиран като №3 в класацията за Златна топка на „Франс Футбол“.
Дебютира за националният тим на Чехословакия през 1966 година, на стадион „Маракана“, срещу националният отбор на Бразилия. За Чехословакия играе в периода 1966 – 1977, записвайки 63 официални мача, в това число 17 мача с капитанската лента. Участник е на Световното първенство през 1970 година.
На Шампионата на Европа по футбол през 1976 година в Югославия става един от най-ярките играчи на турнира, като има основна заслуга за титлата спечелена от Чехословакия, след победа на финала над ФРГ в Белград.